# Йежи Гжегожевски
Йежи Гжегожѐвски (на полски: Jerzy Grzegorzewski) – роден на 22 юни 1939 г. в Лодз, умира на 9 април 2005 г. във Варшава. Полски режисьор и сценограф.

## Биография
Учи в Академията за изящни изкуства в Лодз. През 1966 г. завършва Факултета по режисура на Театралната академия „Александер Зелверович“ във Варшава (получава дипломата си през 1968 г.). Дебютира като режисьор през 1966 г.
След като завършва, сътрудничи с театъра „Стефан Ярач“ в Олщин. През годините 1976 – 1982 е режисьор на Стария театър в Краков.
От 1978 г. до 1981 г. е художествен директор на Полския театър във Вроцлав. От 1982 г. до 1997 г. е директор на Театър Студио „Станислав Игнаци Виткевич“ във Варшава. В годините 1997 – 2003 е художествен директор на Народния театър във Варшава. Той е първият директор, след 12-годишната реконструкция на театъра, вследствие на пожар през 1985 г.
{{}}
В своите постановки Гжегожевски не използва традиционните елементи на театралната сценография. Сам създава сценографиите, използвайки готови предмети от всекидневния живот, като например крила на самолет, части от музикални инструменти и др. Пренася сценичното действие в гардероба или фоайето, заменя сцената с публиката. Преплита традиция с авангардизъм.
Лауреат на множество награди, между които двукратно на наградата на името на Конрад Свинарски – призната от редакцията на месечника „Театър“ (за сезон 1990/1991 за инсценировката на „Смъртта на Иван Илич“ по Лев Толстой; за сезон 2002/2003 за режисура на спектакъла „Море и огледало“ на Уистън Хю Одън).
Превъплъщава се в ролята на Ян Матейко в първия епизод на сериала „Z biegiem lat, z biegiem dni...“.
Кавалер на Офицерския кръст на Ордена на възродена Полша. Доктор хонорис кауза на Академията за изящни изкуства в Лодз.
Погребан на Военното гробище на Повонзки.

## По-важни реализации
- "Кралят умира” от Йожен Йонеско
- „Сън в лятна нощ“ от Шекспир
- „Смърт сред стари декори“ от Тадеуш Ружевич
- „Америка“ от Франц Кафка
- „Обущари“ от Виткаци
- „Сватба“ и „Ноемврийска нощ“ на Виткаци
- „Небожествена комедия“ от Зигмунт Крашински
- „Оперетка“ и „Сватба“ на Витолд Гомбрович
- „Море и огледало“ на Уистън Хю Одън

|  | Тази страница частично или изцяло представлява превод на страницата Jerzy Grzegorzewski в Уикипедия на полски. Оригиналният текст, както и този превод, са защитени от Лиценза „Криейтив Комънс – Признание – Споделяне на споделеното“, а за съдържание, създадено преди юни 2009 година – от Лиценза за свободна документация на ГНУ. Прегледайте историята на редакциите на оригиналната страница, както и на преводната страница, за да видите списъка на съавторите. ВАЖНО: Този шаблон се отнася единствено до авторските права върху съдържанието на статията. Добавянето му не отменя изискването да се посочват конкретни източници на твърденията, които да бъдат благонадеждни. |